# 리듬파워의 리듬파워
리듬파워의 리듬파워는 OBS 라디오에서 매일 오후 2시 4분에 방송되었던 프로그램이다. 2024년 2월 18일 자로 11개월만에 폐지되었다.

## DJ
- 리듬파워

## 역대 방송시간
| 방송 채널  | 방송 기간                         | 방송 시간                  |
| ---------- | --------------------------------- | -------------------------- |
| OBS 라디오 | 2023년 3월 31일 ~ 2023년 8월 13일 | 매일 오후 2:00 ~ 오후 4:00 |
| OBS 라디오 | 2023년 8월 14일 ~ 2024년 2월 18일 | 매일 오후 2:04 ~ 오후 4:00 |

## 코너

### 매일 코너
- 사연과 신청곡 (매일, 1부)
- 파워 드라이브 (평일, 일요일, 2부 / 토요일, 재방송 스페셜)
- 한.줄.평. (월~금,일 3부)

### 요일별 코너
- 월요일 : 식후 M.I.C. (4부, 게스트 : 박현서)
- 화요일 : 극악무도 밸런스게임 (4부)
- 수요일 : 랜덤퀴즈 (4부)
- 목요일 : 스타 심의실 (3 ~ 4부, 이상 녹음방송)
- 금요일 : 쇼 미 더 뮤직 (4부, 이상 녹음방송)
- 일요일 : 응답하라 1986 (4부)